# Кобаяси, Рёю
Рёю Кобаяси (яп. 小林 陵侑; 8 ноября 1996, Хатимантай, Япония) — японский прыгун с трамплина, олимпийский чемпион 2022 года на нормальном трамплине, первый в истории Японии обладатель Кубка мира (сезон 2018/19). Третий прыгун в истории прыжков с трамплина после Свена Ханнавальда и Камиля Стоха, который завоевал Большой шлем, выиграв все этапы Турне четырёх трамплинов в 2019 году.
Младший брат японского прыгуна с трамплина Дзюнсиро Кобаяси.

## Биография
Дебютировал в Кубке мира 2015/16 23 января в Закопане (Польша) в командных соревнования, где сборная Японии заняла 8-е место. Первые очки в зачёт Кубка мира получил 24 января 2016 года там же, став 7-м.
18 ноября 2018 года Рёю впервые попал в число призёров на этапе Кубка мира в Висле. Дебютная победа пришла к нему на следующем этапе в финском городе Рука, где он выиграл дважды.
Участвовал в зимних Олимпийских играх 2018 года в Пхёнчхане, где занял 7-е место в индивидуальных соревнованиях на нормальном трамплине и 10-е место на большом трамплине, а в командном турнире занял 6-е место. В том же году перед Олимпиадой принимал участие в чемпионате мира по полётам, на котором стал 16-м в личном первенстве.
На Турне четырёх трамплинов в сезоне 2018/19 японец стал третьим прыгуном за всю историю соревнований, которому удалось победить на всех четырёх этапах и завоевать главный трофей.
Первым из неевропейских спортсменов стал обладателем Кубка мира (сезона 2018/19).
На зимних Олимпийских играх 2022 года в Пекине Рёю во второй день соревнований 6 февраля в индивидуальных прыжкам со среднего трамплина завоевал золотую медаль. 12 февраля стал серебряным призёром в прыжках с большого трамплина, уступив 3,3 балла норвежцу Мариусу Линнвику, хотя Кобаяси лидировал после первого прыжка финала.
В сезоне 2021/22 второй раз в карьере выиграл Кубок мира в общем зачёте, а также победил в Турне четырёх трамплинов.
26 марта 2023 года одержал свою 30-ю победу на этапах Кубка мира, став 8-м прыгуном в истории (и первым из Азии), достигшим этой отметки.
В сезоне 2023/24 третий раз в карьере выиграл Турне четырёх трамплинов, заняв вторые места на всех 4 отдельных этапах.

## Победы на этапах Кубка мира (19)
| №  | Сезон     | Дата            | Место               | Трамплин | Соревнование      |
| -- | --------- | --------------- | ------------------- | -------- | ----------------- |
| 1  | 2018/2019 | 24 ноября 2018  | Рука                | HS142    | Личное первенство |
| 2  | 2018/2019 | 25 ноября 2018  | Рука                | HS142    | Личное первенство |
| 3  | 2018/2019 | 1 декабря 2018  | Нижний Тагил        | HS134    | Личное первенство |
| 4  | 2018/2019 | 16 декабря 2018 | Энгельберг          | HS140    | Личное первенство |
| 5  | 2018/2019 | 30 декабря 2018 | Оберстдорф          | HS137    | Личное первенство |
| 6  | 2018/2019 | 1 января 2019   | Гармиш-Партенкирхен | HS142    | Личное первенство |
| 7  | 2018/2019 | 4 января 2019   | Инсбрук             | HS130    | Личное первенство |
| 8  | 2018/2019 | 6 января 2019   | Бишофсхофен         | HS140    | Личное первенство |
| 9  | 2018/2019 | 12 января 2019  | Валь-ди-Фьемме      | HS135    | Личное первенство |
| 10 | 2018/2019 | 2 февраля 2019  | Оберстдорф          | HS235    | Личное первенство |
| 11 | 2018/2019 | 17 февраля 2019 | Виллинген           | HS145    | Личное первенство |
| 12 | 2018/2019 | 14 марта 2019   | Тронхейм            | HS138    | Личное первенство |
| 13 | 2018/2019 | 24 марта 2019   | Планица             | HS240    | Личное первенство |
| 14 | 2019/2020 | 15 декабря 2019 | Клингенталь         | HS140    | Личное первенство |
| 15 | 2019/2020 | 22 декабря 2019 | Энгельберг          | HS140    | Личное первенство |
| 16 | 2019/2020 | 29 декабря 2019 | Оберстдорф          | HS137    | Личное первенство |
| 17 | 2020/2021 | 13 февраля 2021 | Закопане            | HS140    | Личное первенство |
| 18 | 2020/2021 | 19 февраля 2021 | Рышнов              | HS140    | Личное первенство |
| 19 | 2020/2021 | 25 марта 2021   | Планица             | HS137    | Личное первенство |